# ديفيد إس. بينيت
ديفيد إس. بينيت (بالإنجليزية: David S. Bennett)‏ هو سياسي أمريكي، ولد في 3 مايو 1811 في كاميلوس في الولايات المتحدة، وتوفي في 6 نوفمبر 1894 في بوفالو في الولايات المتحدة. حزبياً، نشط في الحزب الجمهوري. وقد انتخب عضو مجلس ولاية نيويورك وانتخب عضو مجلس النواب الأمريكي.